# Trachyderma
Trachyderma là một chi nấm thuộc họ Ganodermataceae.